# سلقون
السَّلَقُون أو الإِسْرَنْج (معربتان من الفارسية زرگون) أو المِنْيُوم هو الشكل الطبيعي لرباعي أكسيد الرصاص Pb2+2Pb4+O4 المعروف أيضًا باسم الرصاص الأحمر. يتميز السلقون بلون أحمر فاتح إلى زاهٍ، وقد يكون له تدرجات من الأسمر إلى الأصفر. يوجد عادةً في كتل متقشرة إلى ترابية. يتبلور في نظام بلوري رباعي.
السلقون نادر الوجود، ويوجد في رواسب المعدن الرصاصية التي تعرضت لظروف أكسدة شديدة. كما ينتج عن حرائق المناجم. ويرتبط بالسيروسيت، والغالينا، والمرتك، والماسيكوت، والميمتيت، والرصاص الخام، والفولفينيت.
توجد بكميات صغيرة نسبيًا في جميع أنحاء العالم: لانهيكه، وهيسن، وبادنفايلر بولاية بادن-فورتمبيرغ، وبلايالف بجبال أيفل؛ وهورهاوزن (حفرة هولتسابل) بمنطقة راينلند بالاتينات في ألمانيا. ويوجد في مجيتسا بسلوفينيا، ليدهيلز بِلاناركشاير الإسكتلندية، وَكاستلبرغ سانت أفولد بِموزيل الفرنسية، من لونغبان بفارملاند السويدية، وسارابوس بسردينيا الإيطالية، وبالقرب من أنارك بِإيران، وتسوميب بناميبيا. وفي الولايات المتحدة، تشمل المناجم منجم جاي غولد في مقاطعة ألتوراس بإيداهو، ومنطقة ليدفيل في مقاطعة ليك بكولورادو، وفي منجم تونوباه-بلمونت في مقاطعة ماريكوبا بأريزونا. ويوجد أيضًا في إيستشوتشابا وفيريرو المكسيكيتين. أُنتِجَت عينات جيدة من حريق منجم في منجم بروكن هيل في نيو ساوث ويلز بأستراليا.
تُعُرِّف على السلقون على أنه أحد الصبغات الموجودة في أنغكور وات في كمبوديا.
لمعرفة خصائص السلقون واستخداماته، انظر رباعي أكسيد الرصاص.